# Kakadus
Die Kakadus (Cacatuidae) sind eine gut abgegrenzte und leicht erkennbare Vogelfamilie in der Ordnung der Papageien (Psittaciformes). Auffälligstes Merkmal der Kakadus ist die Federhaube, die je nach Erregungszustand flach angelegt oder weit gesträubt ist. Über eine sehr lange Federhaube verfügt beispielsweise der Palmkakadu. Bei anderen Arten wie etwa den Rabenkakadus ist sie deutlich kleiner. Kakadus sind im Durchschnitt größer als die übrigen, zu den Eigentlichen Papageien gerechneten Arten. Das Gefieder der Kakadus ist grundsätzlich weniger farbenprächtig als das anderer Papageien. Die meisten Kakaduarten haben eine weiße, graue oder schwarze Grundfärbung. Wie alle Papageien verfügen auch die Kakadus über sehr kräftige Schnäbel. Die Schnabelmorphologie weist häufig Anpassungen an die präferierte Nahrung auf.
Kakadus sind in sehr unterschiedlichen Lebensräumen anzutreffen. Dazu zählen die tropischen Regenwälder der Pazifik-Region ebenso wie Kulturgebiete der gemäßigten Klimazonen im australischen Victoria oder Tasmanien. Kakadus fressen überwiegend Samen, Wurzeln, Früchte, Blüten, Blütenknospen und Insekten. Insbesondere die Arten, die ihre Nahrung überwiegend am Boden finden, finden sich während der Nahrungssuche zu Schwärmen zusammen. Dabei kann es bei einigen Arten zu Ansammlungen von mehreren hundert Vögeln kommen. Kakadus sind monogame Vögel, deren Paarbindung erst endet, wenn einer der beiden Vögel stirbt. Sie nisten in Baumhöhlen. Einige der Arten sind durch Lebensraumvernichtung bedroht. Ursache von Bestandsrückgängen kann der Rückgang an geeigneten Brutbäumen sein.
Die Familie umfasst 6 Gattungen und 21 Arten. Das Verbreitungsgebiet aller Kakadu-Arten ist die Papua-Australische Region.

## Aussehen

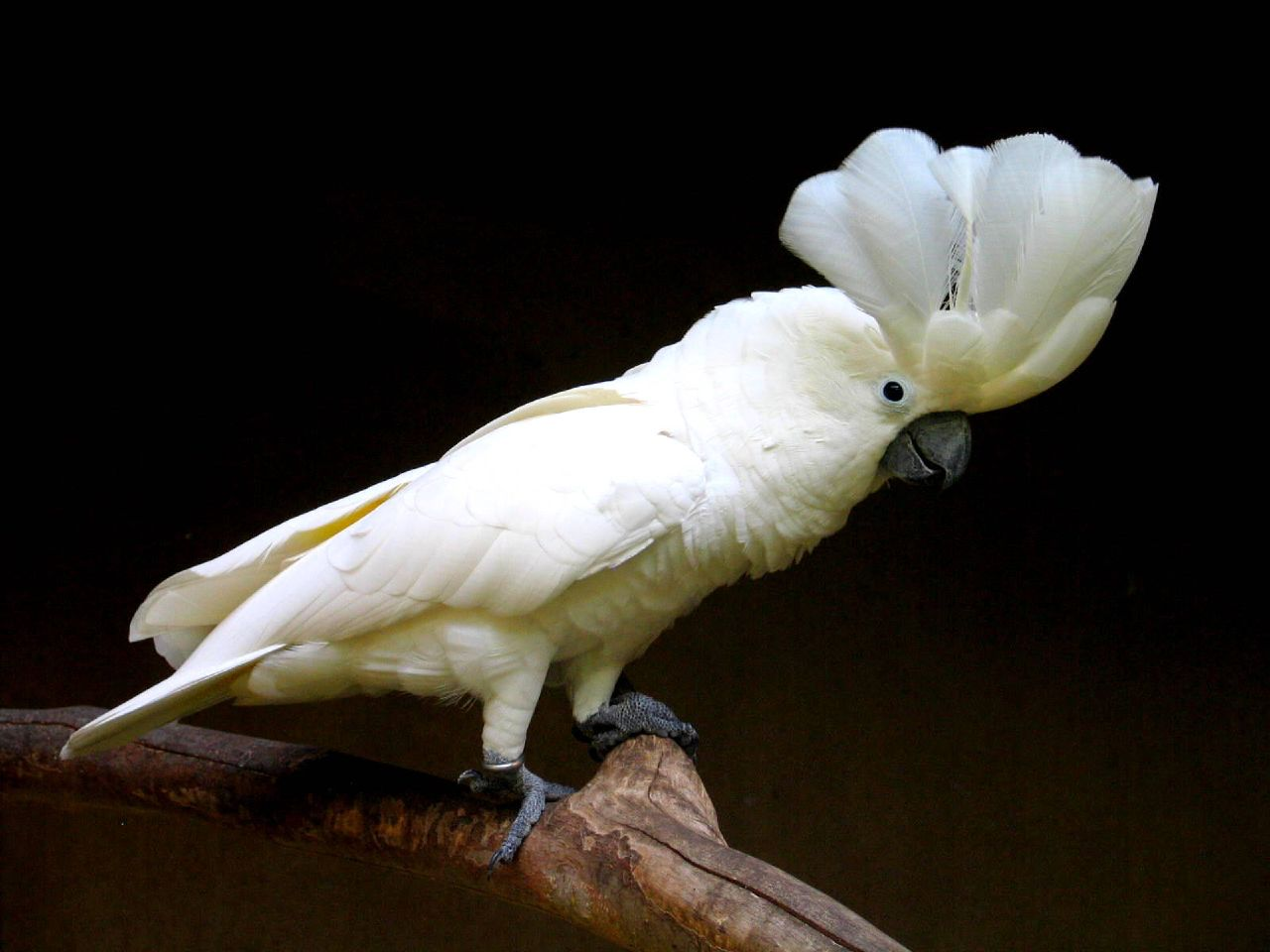
Weißhauben-Kakadu

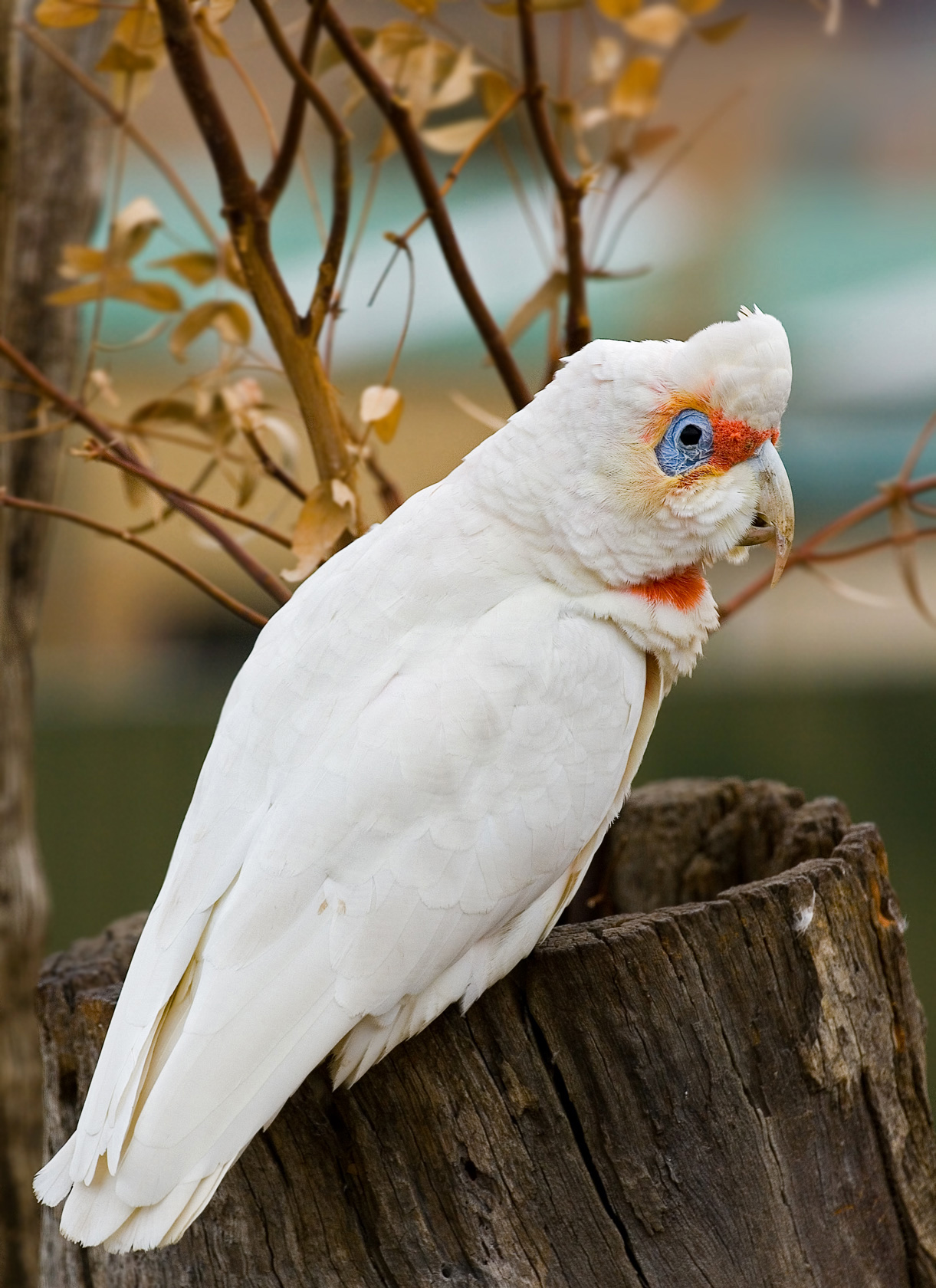
Nasenkakadu
(Cacatua tenuirostris)

Kakadus sind mit 30–66 cm Länge mittelgroße bis große Papageien. Wie alle Papageien besitzen auch die Kakadus einen charakteristischen Hakenschnabel, in dem eine beträchtliche Kraft steckt. Große Arten mit einem wuchtigen Schnabel kennzeichnen sich durch eine Körperhaltung, die in Ruhestellung fast senkrecht ist. Die Füße haben 4 Zehen, von denen die erste und die vierte Zehe nach vorn und die zweite und dritte nach hinten zeigen. Mit diesen Füßen können sie kräftig zupacken und sie auch wie eine Greifhand benutzen.

Das auffälligste Unterscheidungsmerkmal im Vergleich mit anderen Papageienfamilien ist die bewegliche Federhaube. Kakadus richten diese gewöhnlich ruckartig auf, wenn sie beunruhigt oder erregt sind. Lediglich der neukaledonische Hornsittich besitzt als einziger anderer Papageienvogel ebenfalls eine Haube. Dabei handelt es sich jedoch nur um einige verlängerte Scheitelfedern. Weitere Merkmale sind der Besitz einer Gallenblase und eine besondere Federstruktur, die Puderdunen. Als einzige Vogelart sondern die Federn bei Kakadus einen feinen Staub ab, der das Gefieder pflegt und schützt. Das Gefieder ist weiß, grau, schwarz oder rosa gefärbt, bei manchen Arten auch mit kleineren gelben oder roten Partien. Auch die Spezies der Nymphensittiche (auch: Kakadusittich) zählt man heute zu den Kakadus. Gemeinsamkeiten sind die Federhaube, die Puderdunen und das Brutverhalten.
Bei einigen wenigen Arten ist ein ausgeprägter Geschlechtsdimorphismus vorhanden. Bei vielen Arten ist er jedoch nur schwach angedeutet oder fehlt sogar ganz.

## Verbreitung

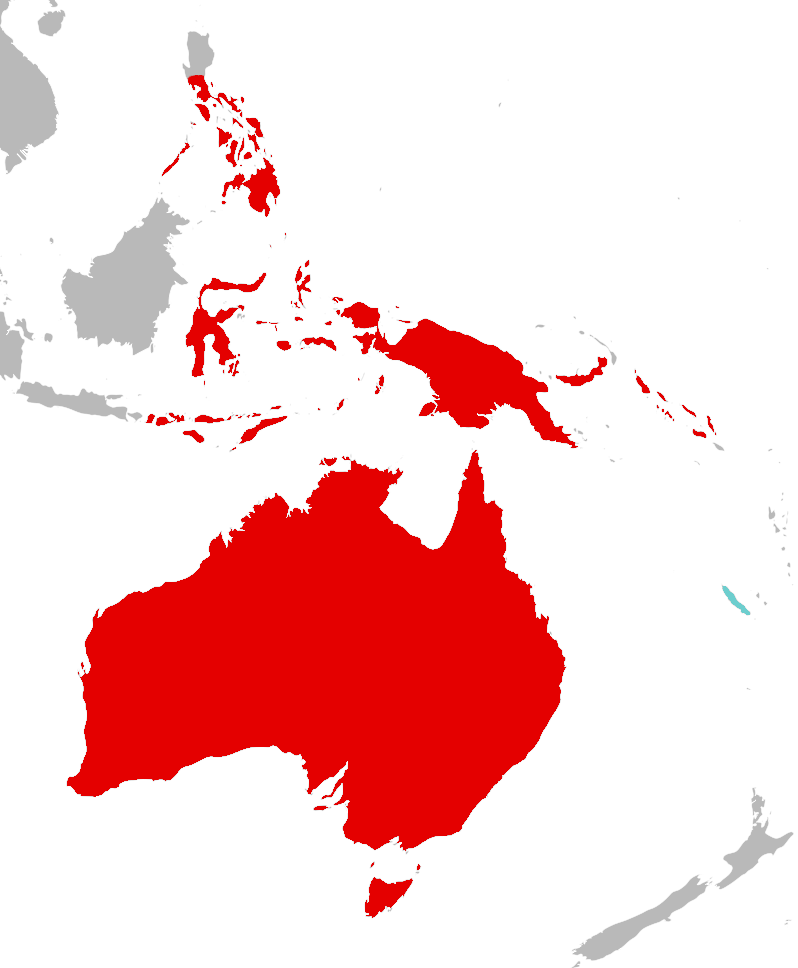
Verbreitungsgebiet der Kakadus in Australien, Neuguinea, Sundainseln und den Philippinen

Kakadus haben ein wesentlich kleineres Verbreitungsgebiet als andere Papageienfamilien. Sie kommen natürlicherweise nur in Australasien vor. Die nördliche Verbreitungsgrenze verläuft bei 19° Nord auf der philippinischen Insel Luzon. Die Südgrenze des Verbreitungsgebietes ist Tasmanien, wo neben dem Helm- und dem Rosakakadu auch der Tasmanische Gelbohr-Rabenkakadu und der Gelbhaubenkakadu vorkommen. Außerhalb Australiens und Neuguineas überlappt sich das Verbreitungsgebiet der einzelnen Kakaduarten nicht. Keine Art besetzt dort einen Lebensraum, der von einer anderen Kakaduart ebenfalls bewohnt wird. Auf Neuguinea nutzen die dort vorkommenden Palm-, Gelbhauben- und Nacktaugenkakadus jeweils eigene ökologische Nischen ohne in Konkurrenz mit einer anderen Kakaduart zu stehen. In Australien dagegen bilden Kakadus gelegentlich artübergreifende Schwärme und sind häufig Nistplatzkonkurrenten.
Drei der insgesamt einundzwanzig Arten kommen sowohl auf Neuguinea als auch in Australien vor. Elf sind auf den Australischen Kontinent beschränkt. Einige Arten wie etwa der Rosakakadu und Nymphensittich sind fast auf dem ganzen australischen Kontinent zu finden, während andere australische Arten nur sehr kleine Verbreitungsgebiete haben. Dies gilt zum Beispiel für Langschnabel-Rabenkakadu und den Weißschwanz-Rabenkakadu. Sieben weiteren Kakadu-Arten sind auf Indonesien, Neuguinea, den Philippinen und den Salomonen beheimatet. Die außerhalb Australiens lebenden Kakadus haben überwiegend ein engräumiges Verbreitungsgebiet: Der Goffinkakadu kommt beispielsweise nur auf den Tanimbarinseln vor. Der Molukken- und der Weißhaubenkakadu sind in ihrer Verbreitung auf die Molukken beschränkt. Kakadus fehlen auf Borneo und vielen anderen pazifischen Inseln, obwohl Fossilien beispielsweise auf Neukaledonien gefunden wurden.
Einige Kakaduarten haben als Gefangenschaftsflüchtlinge Gebiete außerhalb ihres natürlichen Verbreitungsgebietes besiedelt. So kommen Kakadus auch in Neuseeland, Singapur, Hongkong und Palau vor. Innerhalb Australiens wurden zwei Arten in Regionen angesiedelt, in denen sie natürlich nicht vorkommen. So gibt es zwei verwilderte Populationen des Gelbhaubenkakadus im Weizengürtel Südwestaustraliens. Sie fügen der Landwirtschaft nicht nur teils erheblichen Schaden zu, sondern sind auch Nistplatzkonkurrenten zu den dort vorkommenden endemischen Kakaduarten, die insgesamt eine wesentlich geringere Bestandszahl haben.

## Lebensraum

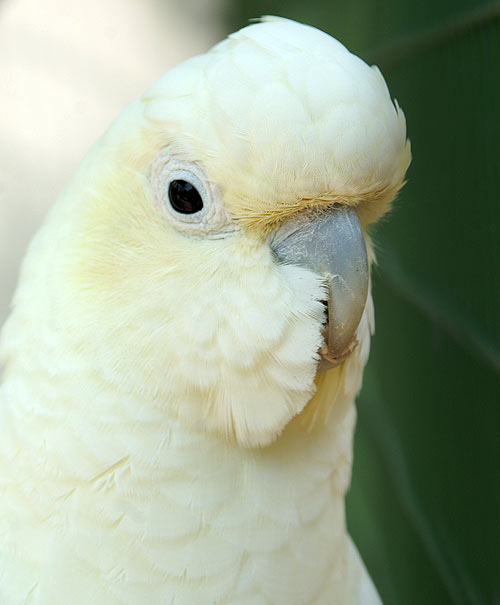
Rotsteißkakadu

Kakadus nutzen eine große Bandbreite unterschiedlicher Lebensräume der Tropen und Subtropen. Die am weitesten verbreiteten Arten nutzen offenes Grasland mit schütterem Baumbestand. Zu dieser Vegetationszone gehören sowohl Feuchtsavannen mit mehrmonatiger Trockenzeit, Trockensavannen mit laubabwerfenden Trockenwäldern sowie Dornstrauchsteppen, die den Übergang zu den Wüsten bilden und deswegen häufig auch als Halbwüsten bezeichnet werden. Die Arten des offenen Graslands haben zum Teil beträchtlich von der Erschließung des australischen Kontinents durch europäische Siedler profitiert. Vor allem die Anlage von Viehtränken erlauben ihnen eine Ansiedlung in Regionen, die zuvor zu wenig Wasserstellen boten, um von ihnen dicht besiedelt zu werden. Eine Ausnahme davon stellt der Inkakakadu dar. Diese Kakaduart ist auf großräumig baumbestandene Flächen angewiesen und meidet das Überfliegen von offenen, baumlosen Landschaften. Er ist deswegen in den agrarisch erschlossenen Regionen Australiens weitgehend verschwunden.
Andere Arten besiedeln tropische und subtropische Regenwälder, Mangroven, Galeriewälder und kommen sogar in alpinen Wäldern vor. Sie haben sich auch urbane Lebensräume erschlossen und einige Kakaduarten wie der Rosakakadu und der Gelbhaubenkakadu finden sich in Städten wie Perth, Sydney, Melbourne und Canberra.

## Ernährung und Lebensweise
Die Nahrung besteht überwiegend aus Früchten und Samen. Der Nasenkakadu (Cacatua tenuirostris) etwa frisst aber auch Wurzeln und krautige Pflanzenteile. Der Gelbohr-Rabenkakadu frisst auch Insektenlarven und ist dank seines spitz auslaufenden Schnabels in der Lage, Insektenlarven auch aus harten und verholzten Samen herauszuklauben. Er schält auch Bäume, um an holzbohrende Insekten zu gelangen. Dabei kann er vor allem junge Bäume so schädigen, dass sie bei starkem Wind umknicken.

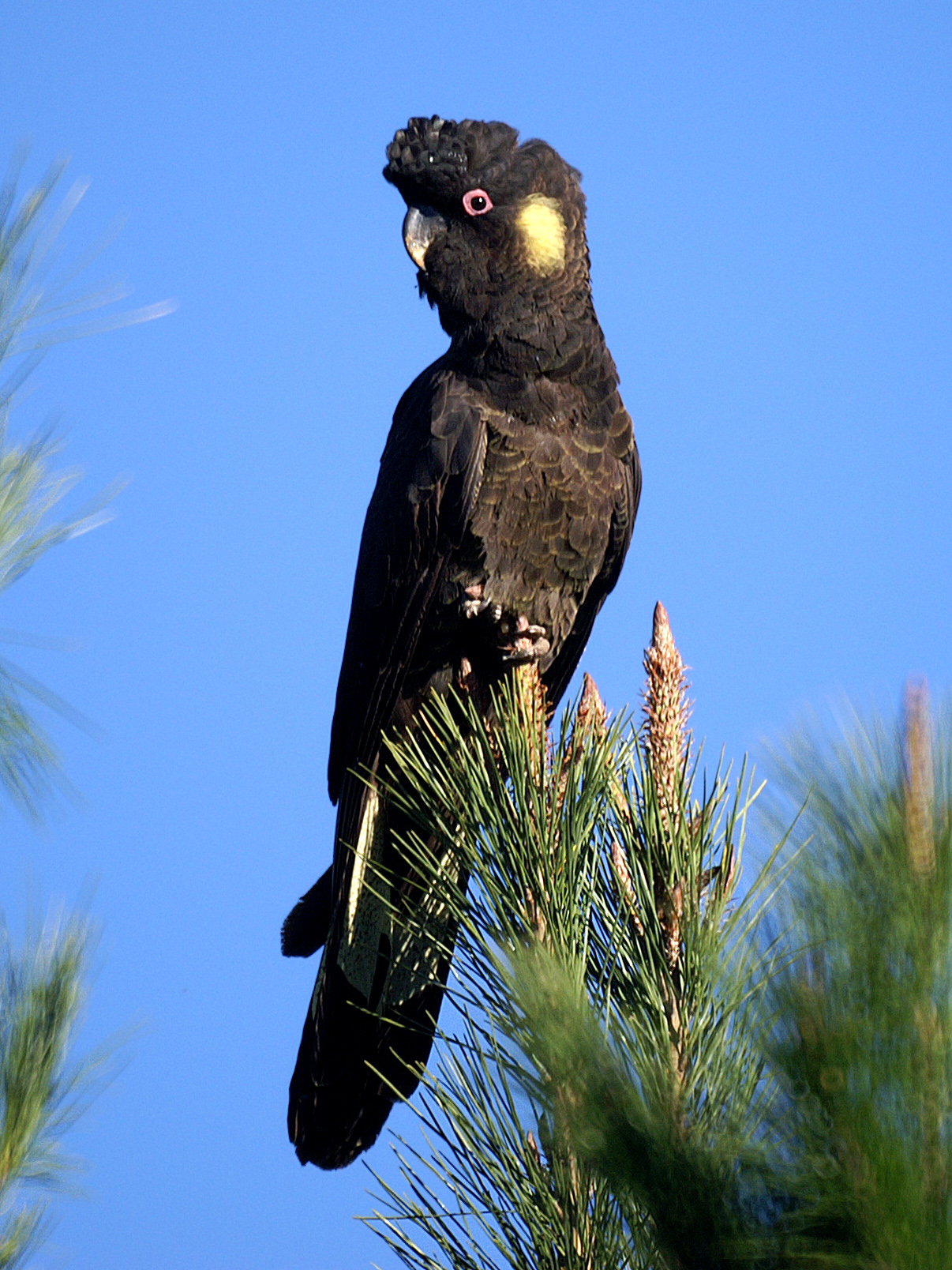
Gelbohr-Rabenkakadu, Männchen

Außerhalb der Brutzeit leben die Kakadus gesellig, in Kleingruppen oder in großen Schwärmen mit mehreren hundert Tieren. Es handelt sich dabei allerdings nicht um einen Sozialverband, wie sie von Säugetierherden bekannt sind, sondern um eine Ansammlung von Einzelindividuen, Paaren und Familien, die durch eine gleiche Nutzung von Nahrungs-, Trink- und Schlafplätzen entsteht. Dabei entstehen sehr große Schwärme, die oftmals mehr als 10.000 Individuen umfassen. Kakadus erkennen in solchen Gruppen zwar den Partner und ihre Jungen. Ein individuelles Erkennen anderer Artgenossen gibt es dagegen anscheinend nicht. Kakaduschwärme kennen entsprechend auch keine Rangordnung. In Australien gelten die Kakadus als große Schädlinge, wenn sie in Schwärmen in Getreidefelder einfallen und diese plündern.

## Verhalten
Kakadus sind wie die meisten Papageien ähnlich uns Menschen mit einem ihrer auch als Greiforgan dienenden Füße geschickter als mit dem anderen. Die meisten Kakadus sind ‚Linksfüßer‘. Kakadus sind monogame Vögel, bei denen eine einmal eingegangene Paarbindung normalerweise andauert, bis einer der Partner stirbt. Sie sind aber gleichzeitig ausgesprochen sozial lebende Vögel, die häufig in Schwärmen auftreten. Dies gilt insbesondere außerhalb der Fortpflanzungszeit. Insbesondere die Arten, die den Großteil ihrer Nahrung auf dem Boden finden, bilden auch während der Fortpflanzungszeit Schwärme. Beim Inkakakadu geht dies so weit, dass Brutpaare nahe der Nisthöhle gelegene Nahrungsgründe gelegentlich nicht nutzen, sondern mehrere Kilometer weit fliegen, um sich anderen Inkakakadus anzuschließen. Eine Reihe von Kakaduarten verfügt über Wächtersysteme, bei denen mindestens ein Kakadu die nähere Umgebung beobachtet, während die anderen am Boden fressen. Ein solches Verhalten findet man beispielsweise bei Inkakakadus und bei Gelbhaubenkakadus. Rosakakadus dagegen verfügen über dieses Wächtersystem nicht, schließen sich aber häufig den Schwärmen von Gelbhaubenkakadus an und fliegen bei deren Warnrufen gleichfalls auf.
Einige Kakadus gelten als sehr verspielt, insbesondere Rosakakadus (Eolophus roseicapillus) und Korellas (Nasenkakadu (Cacatua tenuirostris), Nacktaugenkakadu (Cacatua sanguinea)). Von ihnen wird berichtet, dass sie an Drahtseilen, Antennen und Windrädern herumturnen, im Schwarm offenbar spaßeshalber in Staubteufel hineinfliegen oder sich gar rücklings Spielplatzrutschen hinuntergleiten lassen. In Australien ist daher die Redewendung „playing the galah“ („galah“ = "Rosakakadu") im Sinne von „den Hanswurst spielen“ sprichwörtlich geworden.
Mindestens ein Kakadu, der Palmkakadu (Probosciger aterrimus), nutzt sogar selbstbearbeitete Werkzeuge: Er klopft mit einer Grevillea-Nuss oder einem dafür hergerichteten, beschnittenen Zweig gegen die Borke toter Baumstämme und erzeugt auf diese Weise ein bis zu 100 m weit hörbares Geräusch. Dies dient wahrscheinlich dazu, seinem Partner, aber auch möglicherweise vorbeikommenden Eindringlingen seine Anwesenheit kundzutun.
Der Goffinkakadu konnte im Zuge eines Experiments dabei beobachtet werden, den Gebrauch von Werkzeugen Artgenossen beizubringen. Diese verbesserten anschließend sogar die Technik. Laut den Forschern sei dies der erste Beleg für eine soziale Weitergabe der Werkzeugnutzung bei einem Vogel.

## Stimme
Die meisten Kakadus haben eine sehr laute Stimme. Sie können recht unterschiedliche Geräusche hervorbringen, von Krächzen und Kreischen bis zu Pfiffen, und ahmen auch Geräusche wie Telefonklingeln oder die menschliche Stimme nach. Sie sind aber nicht so sprachbegabt wie beispielsweise der Graupapagei.

## Fortpflanzung

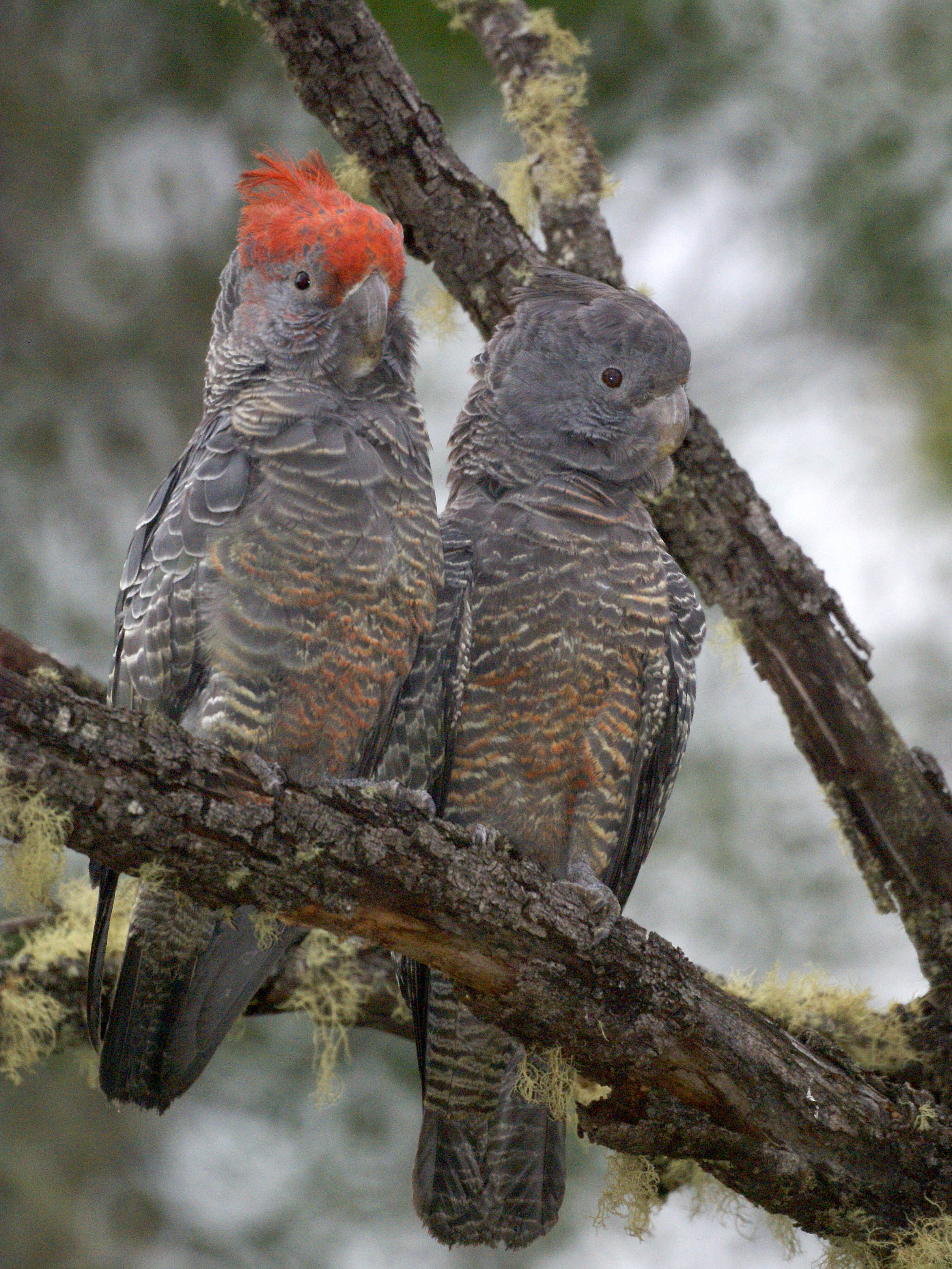
Helmkakadupaar, links das Männchen

Kakadus sind Höhlenbrüter und grundsätzlich monogame Vögel. Die Paarbindung beginnt bereits in den Schwärmen, die sich aus noch nicht geschlechtsreifen Jungvögeln zusammensetzen. Das Balzverhalten der Kakadus ist nicht sehr ausgeprägt. Sie zeigen eine Scheinbalz, bei der das Männchen, meist in einer angespannten Körperhaltung, auf das Weibchen zustolziert und sich vor ihm verbeugt. Dieses Verhalten dient ebenso wie die gegenseitige Gefiederpflege überwiegend der Intensivierung des Paarzusammenhalts.
Je nach Art dauert die Brutzeit 18–30 Tage, die Jungvögel werden 35–120 Tage lang gefüttert. Es gibt Arten, z. B. die Rabenkakadus (Calyptorhynchus), bei denen sich die Männchen nicht an der Brut beteiligen.

## Fressfeinde und Lebenserwartung
Ausgewachsene Kakadus werden nur von wenigen Greifvögeln geschlagen. Der Wanderfalke schlägt Papageien überwiegend nur bis zu Größe von Nymphensittichen. Es gibt allerdings auch Hinweise, dass zu seinem Beutespektrum gelegentlich auch Rosa- und Nacktaugenkakadus gehören. Der Australische Baumfalke ist mit einer Körpergröße von 35 Zentimeter zu klein, um Kakadus gefährlich werden zu können. Selbst Nymphensittiche gehören nur ausnahmsweise zu seiner Beute. Lediglich Keilschwanzmilan, Milanweih, Halsringsperber, Kaninchenadler und der Weißbauch-Seeadler schlagen auch größere Kakaduarten. Unter den Eulen sind es insbesondere der Riesenkauz und der Rostkauz, die erfolgreich Kakadus nachstellen. Sie greifen meist abseits vom Schwarm sitzende Vögel.
Einige Säuger und Reptilien sind Nesträuber. Kakadus errichten ihre Nester jedoch meist in Eukalyptusbäumen. Diese zeichnen sich überwiegend durch glatte Stämme aus, da die Rinde abgestoßen wird. Nesträubern ist es dadurch erschwert, an die zum Teil sehr hoch liegenden Bruthöhlen zu gelangen. Der Rosakakadu entfernt außerdem im Eingangsbereich seiner Nisthöhle die Rinde, so dass Echsen, Schlangen und Säuger auf den glatten Stämmen keinen Halt finden.
Wie andere Papageien können Kakadus sehr alt werden. Ein Gelbhaubenkakadu (Cacatua galerita) wurde im Londoner Zoo 82 Jahre alt.

## Kakadus und Menschen

### Kakadus als Heimtiere

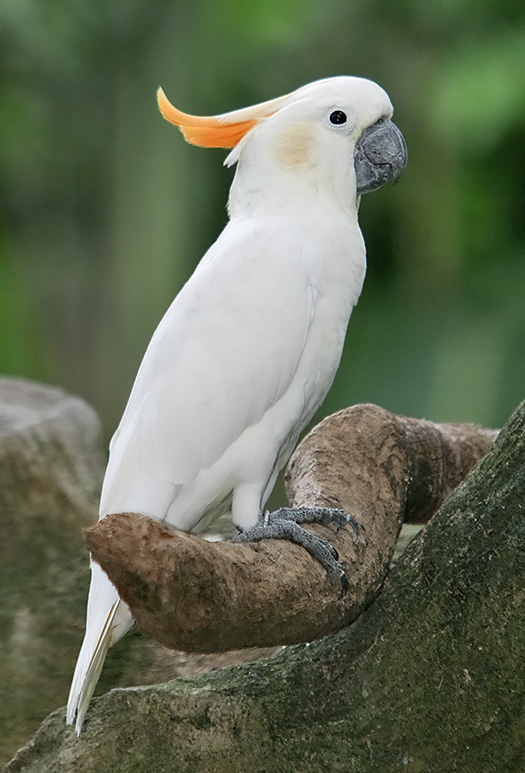
Orangehaubenkakadu

Einige Kakadu-Arten sind beliebte Heimtiere. Kakadus brauchen, wie alle anderen Papageienarten auch, sehr viel Zuwendung. Eine artgerechte Haltung ist daher auch nur mit mindestens einem Partnervogel derselben Art möglich. Werden den Vögeln keine idealen Lebensumstände ermöglicht, kommt es schnell zu psychischen Problemen bei den Tieren, die sich vor allem in Dauergeschrei und Rupfen der Federn äußern.
Sollte man sich dennoch für ein solches Heimtier entscheiden, muss man sich gewisser Probleme bewusst sein. Auf Grund der speziellen Federstruktur und der Ausbildung spezieller Puderdunen produzieren die meisten Kakadus große Mengen an Staub, der sich im gesamten Raum niederlässt. Außerdem haben die meisten Kakadus ein ausgeprägtes Nagebedürfnis, vor dem auch Möbel nicht gefeit sind. Die Stimme dieser Papageien ist ebenfalls sehr laut, und besonders in Dämmerungszeiten sind sie sehr aktiv. Sie brauchen täglich genügend Freiflug in der Wohnung, wenn sie in einer Zimmervoliere gehalten werden, oder aber eine geräumige Außenvoliere mit frostgeschütztem und beheizbarem Innenraum. Von Käfighaltung sollte man wegen des großen Bewegungsdranges der Tiere unbedingt absehen.
Wichtig ist auch, sich vor dem Kauf über die individuelle Herkunft der Vögel zu informieren. Wildfänge stehen heute kaum noch zum Verkauf, sind in der Zähmung problematischer und artenschutzrechtlich bedenklich. Handaufgezogene Nachzuchten gefangener Vögel sind zwar von Beginn an zahm, aber häufig schlecht sozialisiert, was zu sexuellen Defiziten führen kann, womit die Kakadus für die Nachzucht unbrauchbar werden. Außerdem neigen die Vögel dazu, sich sehr eng an eine bestimmte Bezugsperson zu binden, bei deren Abwesenheit sie leicht zu Problemtieren werden. Die offenbar beste Wahl sind Jungvögel, die von Beginn an Kontakt zum Menschen hatten, aber mit Artgenossen aufgewachsen sind. Diese werden problemlos zahm, sind aber ausreichend sozialisiert, um sich an einen Partner derselben Art binden zu können, was die Basis für artgerechte Papageienhaltung ist.
Viele Kakaduarten sind anfällig für die Psittacine Beak and Feather Disease (PBFD; engl. für „Feder- und Schnabelkrankheit der Papageien“). Dies ist eine hoch ansteckende, nicht heilbare und oft tödlich ausgehende virale Infektion, die bei Papageienvögeln auftritt. Sie ist die häufigste Viruserkrankung bei Papageienvögeln in Deutschland und betrifft mittlerweile nicht mehr nur Großpapageien, sondern auch Wellensittiche und andere kleine Papageienvögel.
Der Erreger der PBFD ist das Beak and Feather disease virus (BFDV) aus der Virusgattung Circovirus. Es handelt sich dabei um kleine, 12–21 nm große, unbehüllte DNA-Viren. Circoviren sind sehr hoch ansteckend. Sie weisen eine hohe Tenazität in der Umwelt auf und werden nur durch wenige Desinfektionsmittel (z. B. Glutaraldehyd) sicher abgetötet. Die Infektion erfolgt durch orale Aufnahme des Virus oder über eine aerogene Tröpfcheninfektion. Durch die hohe Tenazität ist auch die indirekte Übertragung durch unbelebte Vektoren (Käfigmobiliar, Kleidung, Krallenschere etc.) möglich. Die Inkubationszeit, also der Zeitraum von der Infektion bis zur eigentlichen Erkrankung, kann sich über Monate oder sogar Jahre hinwegziehen. Daher ist bei Tierzukäufen ein sehr hohes Risiko für eine Einschleppung der Erkrankung in eine Vogelhaltung gegeben.

### Kakadus als Schädlinge
Kakadus können in der Landwirtschaft erhebliche Schäden anrichten. Sie werden deshalb gelegentlich erschossen oder vergiftet. Andere Maßnahmen versuchen durch Lebensraumveränderungen Kakadus von landwirtschaftlichen Flächen fernzuhalten oder ihnen gezielt Futterpflanzen anzubieten. In urbanen Lebensräumen richten sie gelegentlich Schäden an, da sie gerne Holz zernagen und dies auch an Terrassenmöbeln, Türen und Fensterrahmen praktizieren. Auch Zierpflanzen werden von ihnen so angenagt, dass sie eingehen. Kakadus beschädigen auch gerne außenliegende Kabel und Solaranlagen, Fernsehantennen und Satellitenschüsseln. Ein Unternehmen im Zentrum Melbournes erlitt wiederholt finanziellen Schaden, weil Gelbhaubenkakadus die Silikondichtung der Schaufenster abknabberten. Rosakakadus und Rotschwanz-Rabenkakadus sind bekannt dafür, dass sie in ländlichen Regionen die Umhüllung von elektrischen Kabeln abnagen. Sie zerstören auch gerne PVC-beschichtetes Polyestergewebe, wie es für Zelte und Überdachungen verwendet wird. Einige Kakaduarten entwickeln sich gelegentlich zu besonders starken Schädlingen:

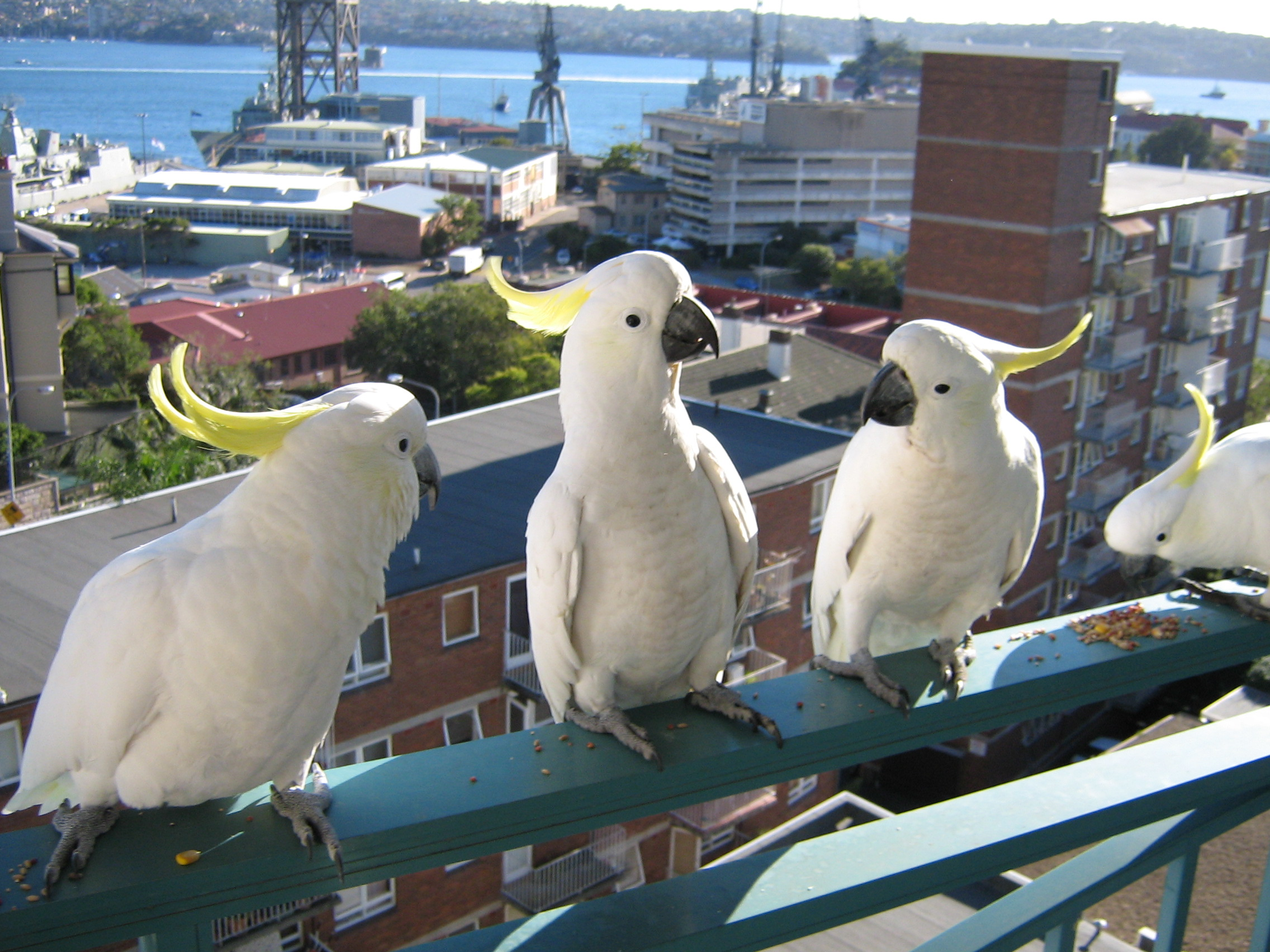
Freilebende Gelbhaubenkakadus können sehr zahm werden; hier auf einem Balkon in Sydney, wo sie regelmäßig gefüttert werden

- Rotschwanz-Rabenkakadus gelten in Lakeland, einer kleinen landwirtschaftlichen Region im äußersten Norden von Queensland als Schädlinge auf den Erdnuss-Plantagen. Die Kakadus, die manchmal in Schwärmen von mehreren hundert Vögeln auftreten, haben es gelernt, die Erdnusspflanzen knapp über Bodenoberfläche abzubeißen und die Erdnüsse aus dem Boden zu ziehen. Sie zerstören außerdem die Kabel, mit denen Beregnungsanlagen versorgt werden.[20][21]
- Gelbohr-Rabenkakadus richten Schäden in jungen Kiefern- und Eucalyptus grandis-Plantagen an, wenn sie Rinde und Holz abreißen, um an holzbohrende Insekten- und Insektenlarven zu gelangen.[22]
- Der Weißschwanz-Rabenkakadu, eine seltene, im Südwesten Australiens endemische Kakaduart, gilt als Schädling in Kiefernplantagen. Weißschwanz-Rabenkakadus fressen regelmäßig den Leittrieb heranwachsender Kiefernbäume ab, was zu Fehlbildungen führt und den Holzwert der Bäume stark reduziert.[23] Sie richten außerdem auf Nuss- und Obstplantagen Schaden an[24] und haben es gelernt, Raps zu fressen.[25]
- Der Langschnabel-Rabenkakadu, der ebenfalls im Südwesten Australiens beheimatet ist, ist gelegentlich ein Schädling in Apfel- und Birnenplantagen. Sie zerstören die Früchte, um an die Kerne zu gelangen.[23]

## Unterfamilien, Gattungen, Arten und Unterarten
Die etwa 20 Kakaduarten werden in drei Unterfamilien geführt:
- Unterfamilie Nymphicinae
  - Gattung Nymphicus
    - Nymphensittich (N. hollandicus)

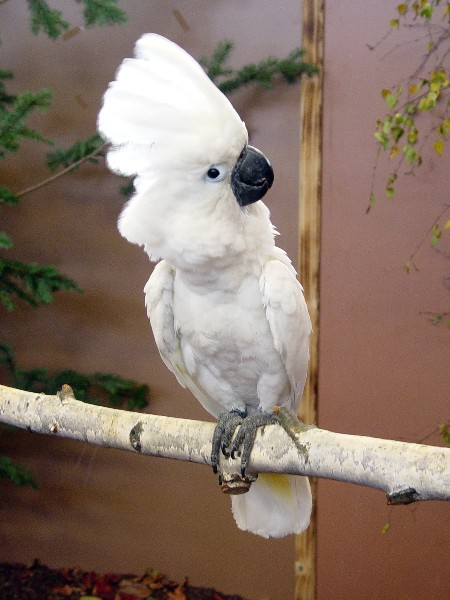
Weißhaubenkakadu
(Cacatua alba)

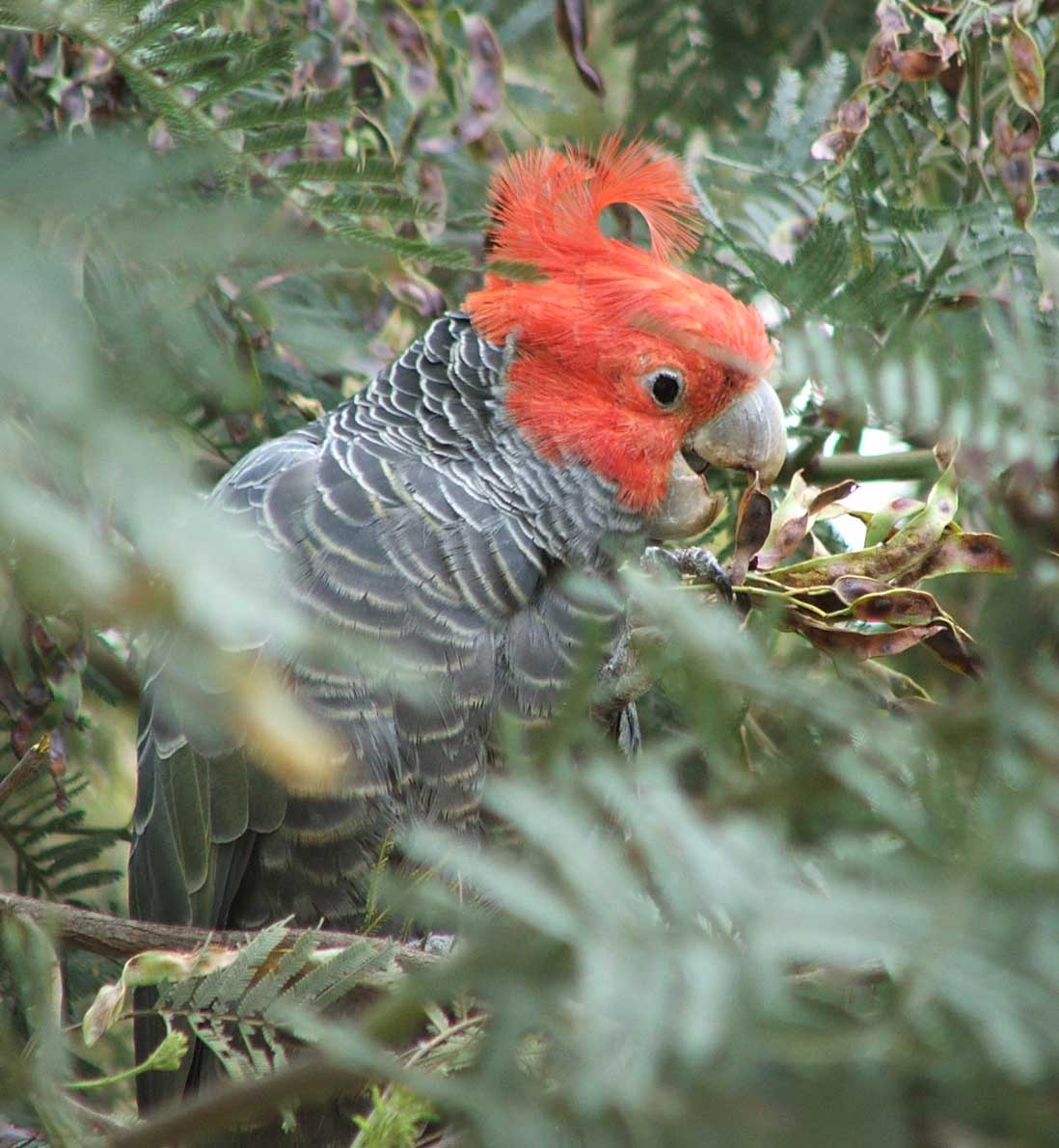
Helmkakadu
(Callocephalon fimbriatum)

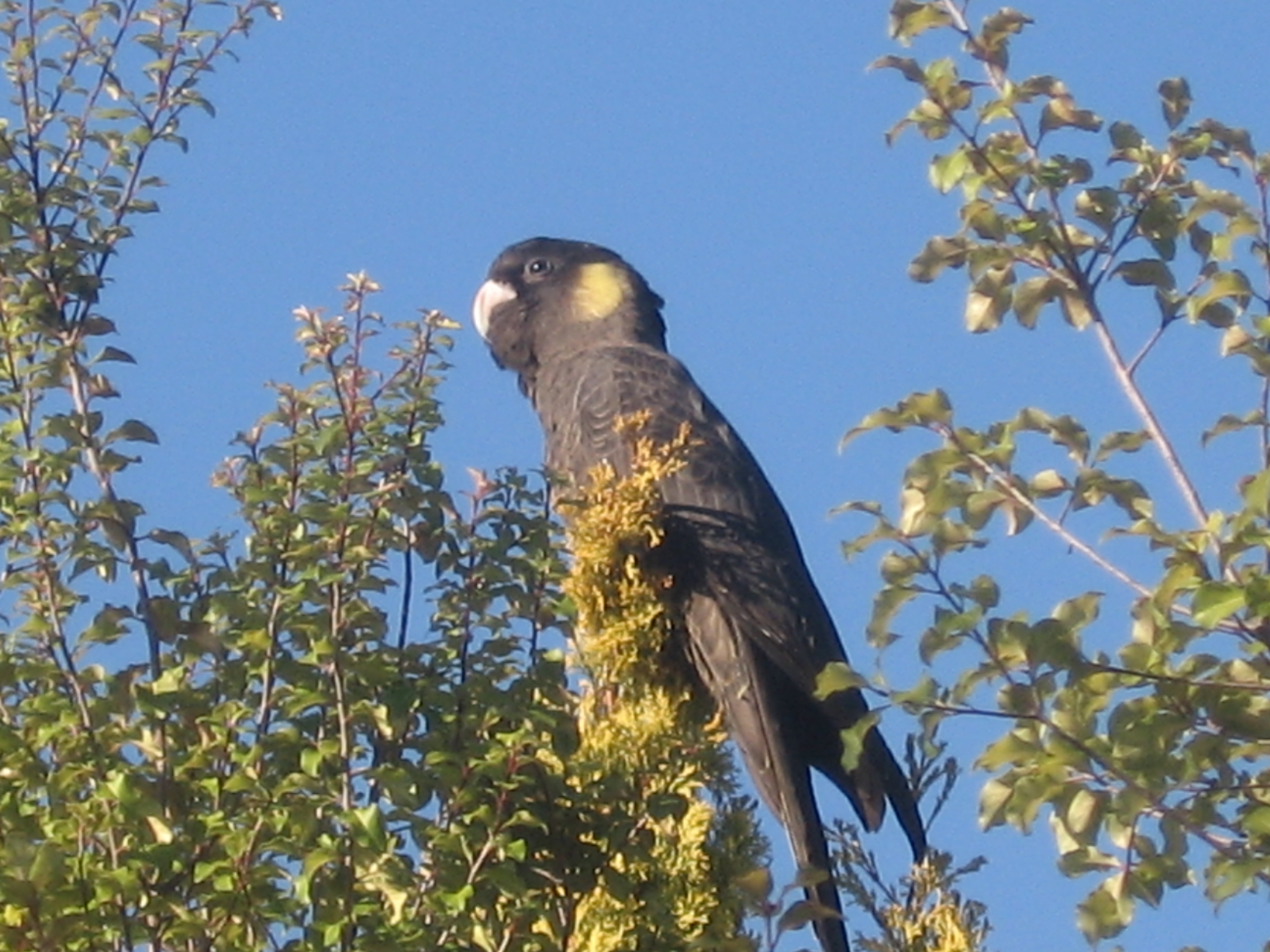
Gelbohr-Rabenkakadu
(Calyptorhynchus funereus)

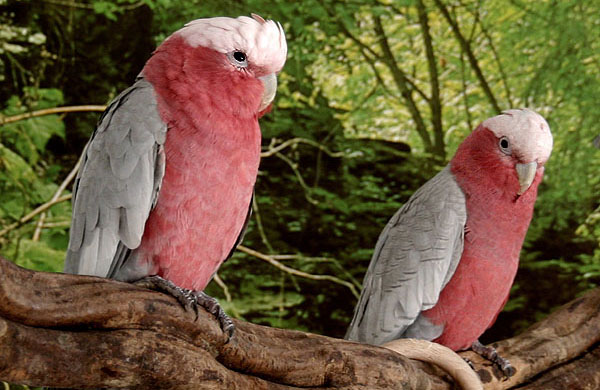
Rosakakadu
(Eolophus roseicapilla)

- Unterfamilie Rabenkakadus (Calyptorhynchinae)
  - Gattung Calyptorhynchus
    - Rotschwanz-Rabenkakadu (C. banksii)
      - Rotschwanz-Rabenkakadu (C. banksii banksii)
      - Südlicher Rotschwanz-Rabenkakadu (C. banksii graptogyne)
      - Gould-Rotschwanz-Rabenkakadu (C. banksii macrorhynchus)
      - Westaustralischer Rotschwanz-Rabenkakadu (C. banksii naso)
      - Mathews-Rotschwanz-Rabenkakadu (C. banksii samueli)

    - Braunkopf-Rabenkakadu (C. lathami)
      - Queensland-Braunkopf-Rabenkakadu (C. lathami erebus)
      - Kangaroo-Island-Braunkopf-Rabenkakadu (C. lathami halmaturinus)
      - Braunkopf-Rabenkakadu (C. lathami lathami)

  - Gattung Zanda[27][28]
    - Langschnabel-Rabenkakadu (Z. baudinii)
    - Gelbohr-Rabenkakadu (Z. funereus)
      - Gelbohr-Rabenkakadu (Z. funereus funereus)
      - Tasmanischer Gelbohr-Rabenkakadu (Z. funereus xanthonotus)

    - Weißschwanz-Rabenkakadu (Z. latirostris)
- Unterfamilie Cacatuinae
  - Tribus Microglossini
    - Gattung Probosciger
      - Palmkakadu (Arakakadu)  (P. aterrimus)
        - Palmkakadu (Arakakadu) (P. aterrimus aterrimus)
        - Großer Palmkakadu (P. aterrimus goliath)
        - Kap-York-Palmkakadu (P. aterrimus macgillivrayi)
        - Van-Oorts Palmkakadu (P. aterrimus stenolophus)

  - Tribus Cacatuini
    - Gattung Eigentliche Kakadus (Cacatua)
      - Weißhaubenkakadu (C. alba)
      - Orangehaubenkakadu (C. citrinocristata)[29]
      - Salomonenkakadu (C. ducorpsii)
      - Gelbhaubenkakadu (C. galerita)
        - C. galerita queenslandica
        - Mathews-Gelbhaubenkakadu (C. galerita fitzroyi)
        - Gelbhaubenkakadu (C. galerita galerita)

      - Goffinkakadu (C. goffini)
      - Rotsteißkakadu (C. haematuropygia)
      - Inkakakadu (C. leadbeateri)
      - Molukkenkakadu (C. moluccensis)
      - Brillenkakadu (C. ophthalmica)
      - Wühlerkakadu (C. pastinator)
        - Butler-Wühlerkakadu (C. pastinator butleri)
        - Derby-Wühlerkakadu (C. pastinator derbyi)
        - Wühlerkakadu (C. pastinator pastinator)

      - Nacktaugenkakadu (C. sanguinea)
        - Sclaters Nacktaugenkakadu (C. sanguinea gymnopis)
        - Mathews-Nacktaugenkakadu (C. sanguinea normantoni)
        - Nacktaugenkakadu (C. sanguinea sanguinea)
        - Neuguinea-Nacktaugenkakadu (C. sanguinea transfreta)
        - Westaustralischer Nacktaugenkakadu (C. sanguinea westralensis)

      - Gelbwangenkakadu (C. sulphurea)
        - Abbott-Kakadu (C. sulphurea abbotti)
        - Timor-Gelbwangenkakadu (C. sulphurea parvula)
        - Gelbwangenkakadu (C. sulphurea sulphurea)

      - Nasenkakadu (C. tenuirostris)

    - Gattung Callocephalon
      - Helmkakadu (C. fimbriatum)

    - Gattung Eolophus
      - Rosakakadu (E. roseicapilla)
        - Östlicher Rosakakadu (E. roseicapilla albiceps)
        - Kuhls Rosakakadu (E. roseicapilla kuhli)
        - Westlicher Rosakakadu (E. roseicapilla roseicapilla)

### Einzelbelege
1. ↑  Forshaw, S. 51.
2. ↑  Ian Rowley: Family Cacatuidae (Cockatoos). In: Josep del Hoyo, Andrew Elliott, Jordi Sargatal: Handbook of the Birds of the World. Band 4: Sandgrouse to Cuckoos. Lynx Edicions, Barcelona 1997, ISBN 978-84-87334-22-1, S. 246–269.
3. 1 2  Hoppe, S. 14.
4. 1 2  Hoppe, S. 17.
5. ↑  David Steadman: Extinction and Biogeography in Tropical Pacific Birds. University of Chicago Press, Chicago 2006, ISBN 0-226-77142-3, S. 348 (englisch).
6. ↑  Andrew Styche: Distribution and Behavioural Ecology of the Sulphur-Crested Cockatoo (Cacatua Galerita L.) in New Zealand. In: Doctoral Thesis. Victoria University of Wellington, 2000, abgerufen am 27. März 2010.
7. ↑  Hoppe, S. 15.
8. ↑  Forshaw, S. 186 und S. 188.
9. 1 2 3  Ian Temby: Urban wildlife issues in Australia. 1999, In: Shaw et al. (Hrsg.): Proceedings Of The 4th International Symposium On Urban Wildlife Conservation. 2004 (online).
10. ↑  Forshaw, S. 75.
11. ↑  Hoppe, S. 18.
12. ↑  Forshaw, S. 186 und S. 187.
13. ↑  Auch Kakadus gucken voneinander ab. scinexx. Abgerufen am 4. September 2014
14. ↑  A. M. I. Auersperg, A. M. I. von Bayern, S. Weber, A. Szabadvari, T. Bugnyar, A. Kacelnik: Social transmission of tool use and tool manufacture in Goffin cockatoos (Cacatua goffini). In: Proceedings of the Royal Society B: Biological Sciences. Band 281, 2014, doi:10.1098/rspb.2014.0972, S. 20140972.
15. ↑  Hoppe, S. 20.
16. 1 2 3  Hoppe, S. 19.
17. ↑  Mary Bomford, Ron Sinclair: Australian research on bird pests: impact, management and future directions. In: Emu. Band 102, Nr. 1, 2002, S. 29–45, doi:10.1071/MU01028.
18. 1 2  Cameron, S. 155.
19. ↑  Cameron, S. 156.
20. ↑  Mike Ahmet: The damage caused by Red-tailed Black-Cockatoos (Calyptorhynchus banksii) on peanut and other crops within the farming district of Lakeland Downs, Cape York Peninsula. Report to Queensland Department of Environment. 1998 (PDF)
21. ↑  Stephen Garnett: Red-tailed Black-Cockatoo damage and damage mitigation at Lakeland Downs, Cape York Peninsula. In: Eclectus. Band 5, 1998, S. 26–34.
22. ↑  Susan House, Nadya Lees: Mammal browsing in hardwood plantations. Queensland Department of Primary Industries and Fisheries Note, 2005  Archivlink (Memento vom 21. Juni 2009 im Internet Archive)
23. 1 2  Denis Saunders: Conserving Carnaby’s Black-Cockatoo: historical background on changing status. In: Cheryl Gole (Hrsg.): Conserving Carnaby's black-cockatoo - future directions: proceedings from a conservation symposium, Perth, Western Australia, 2 July 2003. Birds Australia WA Inc, Perth 2005, ISBN 0-9751429-0-9, S. 9–18 (PDF (Memento vom 8. November 2009 auf WebCite)).
24. ↑  Australian Government, Department of the Environment, Water, Heritage and the Arts: Species Profile and Threats Database: Calyptorhynchus latirostris.
25. ↑  Cameron, S. 22.
26. ↑  
David W. Winkler, Shawn M. Billerman, Irby J. Lovette: Bird Families of the World: A Guide to the Spectacular Diversity of Birds. Lynx Edicions, Barcelona 2015, ISBN 978-84-941892-0-3, S. 261.
27. ↑  Nicole E. White: The evolutionary history of cockatoos (Aves: Psittaciformes: Cacatuidae). In: Molecular Phylogenetics and Evolution. Band 59, Nr. 3, 2011,S. 615–622, doi:10.1016/j.ympev.2011.03.011.
28. ↑  Parrots, cockatoos in der IOC World Bird List
29. ↑  
I. Rowley, C. J. Sharpe und P. F. D. Boesman (2023). Citron-crested Cockatoo (Cacatua citrinocristata), Version 1.0. In Birds of the World (J. del Hoyo, A. Elliott, J. Sargatal, D. A. Christie und E. de Juana, Hrsg.). Cornell Lab of Ornithology, Ithaca, NY, USA. doi: 10.2173/bow.yeccoc5.01